# زمین‌لرزه ۱۹۹۰ رومانی
زمین‌لرزه رومانی  در تاریخ ۳۰ مه ۱۹۹۰ میلادی، برابر با ‎۹ خرداد ۱۳۶۹، ساعت ۱۰:۴۰:۰۶ به زمان یوتی‌سی در رومانی رخ داد. ژرفای این زلزله ۸۹٫۸ کیلومتر بود، و بزرگی آن ۶٫۹ در مقیاس Mw اعلام شده‌است. زمین‌لرزه به وقت محلی در روز چهارشنبه، ساعت ۱۲ روی داده و منطقه زمانی آن یوتی‌سی +۲ بوده‌است (با لحاظ تغییر ساعت تابستانی).
سازمان زمین‌شناسی آمریکا نیز رومرکز این زمین‌لرزه را در مختصات ۴۵°۵۰′۲۸″شمالی ۲۶°۴۰′۰۵″شرقی / ۴۵٫۸۴۱°شمالی ۲۶٫۶۶۸°شرقی و ژرفای آنرا در ۸۹ کیلومتر گزارش کرده‌است. بزرگی برگزیدهٔ این سازمان از میان بزرگیهای محاسبه‌شدهٔ مختلف ۷ در مقیاس Mw بوده و از دید اثر، در میان چهار دسته‌بندی «نامحسوس»، «محسوس»، «زیان‌آور» یا «با تلفات»، زلزله را «با تلفات» اعلام کرده‌است.
پروژهٔ «تنسور گشتاور مرکزوار» زاویه‌های (راستا، شیب، ریک) گسل سازندهٔ زمین‌لرزه و صفحه عمود بر آنرا (°۳۳، °۲۹، °۷۰) یا (°۲۳۶، °۶۳، °۱۰۱) و نوع گسل را «معکوس» فرارسانده‌است.
شمار کشتگان زلزله حدود ۱۳ نفر بوده‌است.تعداد زخمیان ۷۰۰ نفر برآورده شده‌است.